# Nederlands Comité voor de Rechten van de Mens

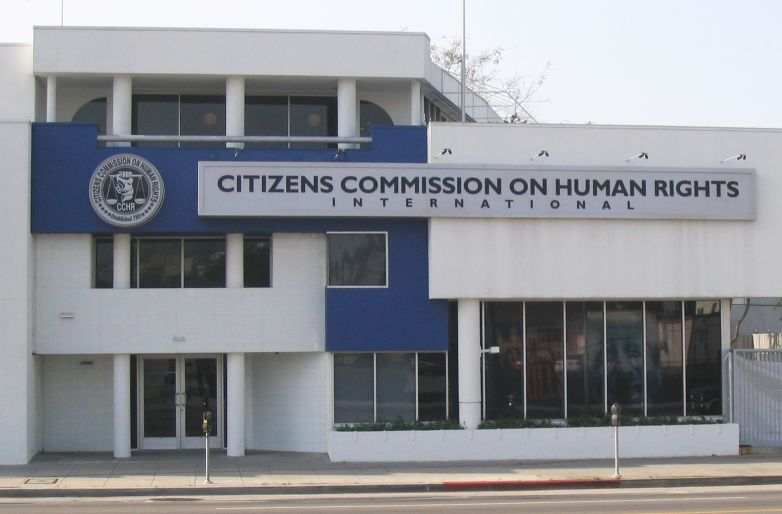
Het internationale hoofdkwartier van CCHR in Hollywood

Het Nederlands Comité voor de Rechten van de Mens (NCRM) is de Nederlandse afdeling van de Citizens Commission on Human Rights (CCHR). CCHR heeft 134 afdelingen in 31 landen en is in 1969 opgericht door prof. Thomas Szasz en Scientology om vermeende wantoestanden in de psychiatrie te onderzoeken en aan de kaak te stellen. 
Het NCRM heeft een tweeledige doelstelling:
1. Het informeert over misstanden in de psychiatrie en
2. Het levert individuele ondersteuning bij het indienen van klachten bij de bevoegde autoriteiten.

NCRM verwijst, indien nodig, door naar de medische professie.